# Jeanfield and Wellshill Cemetery
Jeanfield and Wellshill Cemetery – cmentarz komunalny w Perth, w Szkocji (Wielka Brytania), położony około 1 km na północny zachód od centrum miasta. Otwarty w 1844 roku pod nazwą Wellshill Cemetery, w późniejszych latach powiększony został o tereny wcześniej stanowiące część parku Jeanfield Recreation Ground.
Na terenie cmentarza znajduje się 575 grobów wojennych, opiekę nad którymi sprawuje Komisja Grobów Wojennych Wspólnoty Narodów (Commonwealth War Graves Commission). 99 spośród nich pochodzi z okresu I wojny światowej i pierwszych lat powojennych (1914–1921). Pochowani są w nich m.in. zmarli pacjenci szpitali wojskowych, które działały na terenie miasta. Pozostałych 476 grobów pochodzi z lat 1939–1947; spoczywają w nich polegli w II wojnie światowej. Wśród nich znajduje się 355 Polaków, z których większość służyła w różnych jednostkach lądowych Polskich Sił Zbrojnych, które stacjonowały na terenie Szkocji. Cmentarz ten jest największym skupiskiem polskich grobów wojennych na terenie Szkocji (około połowa wszystkich polskich grobów znajduje się na tymże cmentarzu), a drugim pod względem wielkości w całej Wielkiej Brytanii. Wszystkie znajdują się w obrębie polskiej kwatery wojennej. Osobna kwatera wojenna dedykowana jest żołnierzom brytyjskim i innych państw Wspólnoty Narodów, choć część grobów znajduje się poza nią, rozproszona po cmentarzu, w tym te z I wojny światowej.